# Dusona tenerifae
Dusona tenerifae är en stekelart som beskrevs av Hinz 1977. Dusona tenerifae ingår i släktet Dusona och familjen brokparasitsteklar. Inga underarter finns listade i Catalogue of Life.